# Afromorgus procerus
Afromorgus procerus är en skalbaggsart som beskrevs av Edgar von Harold 1872. Afromorgus procerus ingår i släktet Afromorgus och familjen knotbaggar. Inga underarter finns listade i Catalogue of Life.